# ワイルド・ワイルド・ウエスト
『ワイルド・ワイルド・ウエスト』（Wild Wild West）は、1999年のアメリカ映画。1960年代のテレビシリーズ『0088/ワイルド・ウエスト』の映画化作品。SF映画、アクション映画、西部劇などの要素が含まれる映画である。
製作・配給はワーナー・ブラザース。特殊メイクはリック・ベイカー、メイン・タイトルはカイル・クーパーが手がけた。
ゴールデンラズベリー賞では最低作品賞、監督賞、スクリーンカップル賞、脚本賞、主題歌賞の5部門受賞（主題歌賞は本作以外にノミネートなし）。

## ストーリー
1869年、南北戦争終結直後のアメリカ合衆国。陸軍のジェームズ・ウエスト大尉は、戦争中にニューリバティで大虐殺を行った南軍のマグラス将軍を追っていた。一方、連邦保安官のアーティマス・ゴードンも、科学者連続誘拐の罪でやはりマグラスを追っていた。
グラント大統領から呼び出された二人は、マグラスから「合衆国政府を明け渡せ」という脅迫状が届いたことを知らされ、コンビを組んでマグラスと、彼の黒幕を逮捕するように命じられる。二人はマグラスに殺されたモートン教授の死体から、ニューオーリンズで行われる仮装舞踏会にマグラスが現れるという情報を得て、ニューオーリンズに向かう。
ニューオーリンズに到着した二人は別々に舞踏会場に潜入する。会場では、南軍の兵器開発を行っていたラブレス博士がマグラスと密会し、兵器の引き渡し場所に向かおうとしていた。二人は会場で引き起こした騒ぎに紛れて兵器の引き渡し場所に向かうが、途中でラブレスに捕まっていたリタを助け出す。リタは、ラブレスに誘拐された父親のエスコバー博士を救出して欲しいと頼み、二人に同行する。
兵器の引き渡し場所に現れたラブレスは、開発した戦車の実験台としてマグラスの部隊を皆殺しにし、用済みとなったマグラスを射殺する。ラブレスはマグラスの死体を処分すると、根拠地のスパイダー渓谷に向かう。一足遅れて引き渡し場所に到着した三人は、息絶える直前のマグラスから「ニューリバティの虐殺の犯人はラブレスだ」と告げられる。ウエストとゴードンは、リタの情報を手掛かりにスパイダー渓谷のあるユタ州に向かうが、途中でラブレスに見付かり、列車とリタを奪われてしまう。
スパイダー渓谷に到着したウエストとゴードンの目の前で、ラブレスは新型兵器「タランチュラ」に乗り込み、大陸横断鉄道の完成式を襲撃しグラントを連れ去ろうとする。ゴードンはグラントに変装して本物を逃がそうとするが、二人ともラブレスに捕まってしまう。スパイダー渓谷に戻ったラブレスは、合衆国を解体してヨーロッパ諸国とアメリカを分割支配しようと企み、グラントに降伏文書への調印を要求する。そこにウエストが現れゴードンや科学者たちを解放するが、ラブレスはグラントを連れ「タランチュラ」で逃走する。
二人はゴードンが開発した飛行機に乗りラブレスを追いかけ「タランチュラ」に乗り込む。ウエストはラブレスと一騎討ちとなり、グラントを解放したゴードンは「タランチュラ」を止めようとするが、そのまま崖から落ちかけてしまい、その衝撃でウエストとラブレスは「タランチュラ」から落ちかける。ラブレスは、ウエストが「命惜しさに自分を殺せない」と挑発するが、ウエストは蒸気機関付き車椅子の操作レバーを引き二人とも「タランチュラ」から落ちるが、ウエストは「タランチュラ」の鎖に飛び付き助かり、ラブレスはそのまま崖下に落ちていく。
大陸横断鉄道の完成式を終えたグラントは、ウエストとゴードンを新設するシークレット・サービスの捜査官に任命する。二人は完成式の場でリタと再会し「一緒にワシントンD.C.に来ないか」と誘うが、リタは「父親だと言っていたエスコバー博士は実は私の夫なの」と明かし、夫と故郷に帰る。振られた形のウエストとゴードンは「タランチュラ」に乗り、ワシントンD.C.への帰路についた。

## 登場人物
ジェームズ・ウエスト
アメリカ陸軍大尉。黒人。ニューリバティに住んでいた両親をマグラスに殺されたため、復讐のため彼を追っている。
鋭い面もあるが基本は考えるよりも先に行動に移してしまう暴力的な性格で、そのために危機に陥ることが多い。
アーティマス・ゴードン
連邦保安官。天才発明家の一面を持ち、様々な発明品を駆使して捜査に当たる。
頭脳派の性格なため、行動派のウエストとはそりが合わず、言い争いになることも多い。
リタ・エスコバー
歌手。ラブレスに反抗して捕まっていたところをゴードンに助け出される。
アーリス・ラブレス
南軍の兵器開発を担当した科学者。戦争中に下半身を失い、それ以来蒸気機関付の車椅子に乗っているが、それなりに陽気。
マグラスと手を組んでいるが、自分に無断で合衆国に降伏したことを恨んでいるため、南軍残党のことは信用していない。
マグラス
南軍残党を率いる将軍。戦争中に左耳を失い、それ以来ラッパ型の義耳を付けている。
ニューオーリンズの虐殺事件以来「流血将軍」と恐れられているが、学がないためラブレスの言いなりになっている。

## キャスト
| ジェームズ・ウエスト                        | ウィル・スミス                   | 森川智之                                | 東地宏樹                           |  |  |
| アーティマス・ゴードン ユリシーズ・グラント | ケヴィン・クライン               | 井上和彦                                | 大塚芳忠                           |  |  |
| アーリス・ラブレス                          | ケネス・ブラナー                 | 佐古正人                                | 広川太一郎                         |  |  |
| リタ・エスコバー                            | サルマ・ハエック                 | 亀井芳子                                | 朴璐美                             |  |  |
| マグラス将軍                                | テッド・レビン                   | 飯塚昭三                                | 藤本譲                             |  |  |
| コールマン                                  | M・エメット・ウォルシュ          | 村松康雄                                | 川久保潔                           |  |  |
| アマゾニア                                  | フレデリーク・ファン・デル・ワル | 小田木美恵                              |                                    |  |  |
| ミュニーシア                                | ムゼッタ・ヴァンデル             | 浅野まゆみ                              |                                    |  |  |
| リッペンレイダー                            | ソフィア・エング                 | 田村真紀                                | 葛城七穂                           |  |  |
| メイリー・イースト                          | バイ・リン                       | 田中敦子                                | 深見梨加                           |  |  |
| ハドソン                                    | ロドニー・A・グラント            | 長島雄一                                |                                    |  |  |
| ジョージ・ワシントン                        | ジェリー・ポッター               | 後藤哲夫                                |                                    |  |  |
| サディアス・モートン教授                    | マイケル・シムズ                 | 石波義人                                |                                    |  |  |
|                                             |                                  |                                         |                                    |  |  |
| 演出                                        |                                  | 木村絵理子                              | 木村絵理子                         |  |  |
| 翻訳                                        |                                  | 岸田恵子                                | 小寺陽子                           |  |  |
| 効果                                        |                                  |                                         | サウンドボックス                   |  |  |
| 調整                                        |                                  | 宇田川亨子                              | 高久孝雄                           |  |  |
| 編集                                        |                                  | オムニバス・ジャパン                    | 井村太一 （スケアクロウ）          |  |  |
| プロデューサー                              |                                  | 尾谷アイコ （ワーナー・ホーム・ビデオ） | 藤本鈴子 （日本テレビ） 飯岡慶一郎 |  |  |
| 制作                                        |                                  | ワーナー・ホーム・ビデオ 東北新社       | 東北新社                           |  |  |
| 初回放送                                    |                                  | 2024年7月23日 『午後のロードショー』    | 2002年9月27日 『金曜ロードショー』 |  |  |

## 製作
1992年1月、ワーナー・ブラザースは『バラエティ』の取材に対して、監督リチャード・ドナー、脚本シェーン・ブラック、主演メル・ギブソンによる『0088/ワイルド・ウエスト』の映画化を企画していることを公表した。しかし、1994年にドナーとギブソンは、同じ西部劇ドラマシリーズ『マーベリック』の映画版を製作した。『ワイルド・ワイルド・ウエスト』の企画は継続し、1995年にはトム・クルーズが主演を務めるという報道が出た。

同年、プロデューサーのジョン・ピーターズはスーパーマンシリーズのリブート企画"Superman Lives"に従事。映画化はほどなく撤回されるが、ケヴィン・スミスと共にワーナーの重役から集めたリクエストの中に"巨大クモとの戦闘（送り込んだのは『スーパーマンIII』の企画段階でヴィランに設定されていたブレイニアック）"というアイディアがあった。
1997年2月、バリー・ソネンフェルドの監督起用とウィル・スミスの出演交渉が始まった。ワーナーはゴードン役にジョージ・クルーニーを希望し、この他にケヴィン・クライン、マシュー・マコノヒー、ジョニー・デップが候補に挙がり、4月から5月にかけてS・S・ウィルソン、ブレント・マドックは脚本を書き直している。8月にクルーニーが『ジャック・フロスト』に出演するため依頼を断り、ジェフリー・プライス&ピーター・シーマンが脚本の書き直しに加わった。
撮影は1998年1月に開始される予定だったが、実際に開始されたのは4月22日だった。ゴードンとラブレスの列車内部のシーンは、ワーナーのスタジオにセットを作り撮影し、列車の外のシーンはアイダホ州で撮影された。映画の大半はニューメキシコ州サンタフェで撮影された。「タランチュラ」が町を破壊するシーンの撮影中、セットの火が燃え上がり消防隊が出動する騒ぎとなったが、火事になる前に町のセットを取り壊して事なきを得ている。

## 評価

### 批評
Rotten Tomatoesには170件のレビューが寄せられ、支持率は17%となっており、「仰々しく笑いの少ない『ワイルド・ワイルド・ウエスト』は、脚本よりも特殊効果に注意を払ったが、それは奇妙な失敗に終わった」と批評されている。Metacriticでは25件の批評に基づき38/100のスコアが与えられ、CinemaScoreでは「C+」評価となっている。

### 受賞・ノミネート
| ゴールデンラズベリー賞 | 最低主演男優賞           | ケヴィン・クライン                      | ノミネート |
| ゴールデンラズベリー賞 | 最低助演男優賞           | ケネス・ブラナー                        | ノミネート |
| ゴールデンラズベリー賞 | 最低助演女優賞           | サルマ・ハエック                        | ノミネート |
| ゴールデンラズベリー賞 | 最低助演女優賞           | ケヴィン・クライン（売春婦役）          | ノミネート |
| ゴールデンラズベリー賞 | 最低スクリーンカップル賞 | ウィル・スミス、ケヴィン・クライン      | 受賞       |
| ゴールデンラズベリー賞 | 最低主題歌賞             | ウィル・スミス（「Wild Wild West」）    | 受賞       |
| ゴールデンラズベリー賞 | 最低脚本賞               | S・S・ウィルソン                        | 受賞       |
| ゴールデンラズベリー賞 | 最低脚本賞               | ブレント・マドック                      | 受賞       |
| ゴールデンラズベリー賞 | 最低脚本賞               | ジェフリー・プライス&ピーター・シーマン | 受賞       |
| ゴールデンラズベリー賞 | 最低監督賞               | バリー・ソネンフェルド                  | 受賞       |
| ゴールデンラズベリー賞 | 最低作品賞               | バリー・ソネンフェルド                  | 受賞       |
| ゴールデンラズベリー賞 | 最低作品賞               | ジョン・ピーターズ                      | 受賞       |

## 関連事項
- スチームパンク